# Unami Club Polideportivo
El Unami es un club de fútbol de España, de la localidad de Segovia. Juega en la Tercera RFEF.

## Historia
El equipo se fundó en 1983 y en la actualidad es un club polideportivo teniendo secciones en varios deportes. En la temporada 2012/13 debuta en categoría nacional (3ª División), el 26 de agosto de 2012, contra el Salmantino en Segovia, ganando por 1 gol a 0. Finalizaría esa primera temporada en el puesto 14º, salvando la categoría con 6 puntos de ventaja sobre el descenso.
Sin embargo, en la siguiente temporada (2013/14) el equipo descendería en la última jornada tras perder en Burgos ante el CD Beroil Bupolsa por 6-3. Este resultado, unido a la victoria del CD Becerril, mandaba al equipo segoviano de vuelta a la Regional. Curiosamente, el Unami hizo más puntos (40) la temporada que descendió que la de su debut (38), en la que obtuvo la permanencia, quedando 14º. En la temporada 2014/15 se marcó el ascenso como reto y a punto estuvo de lograrlo, pues finalizó en tercera posición, a solo 2 puntos del líder, el Sporting Uxama. En la temporada 2015/16, los segovianos vuelven a quedar terceros en liga, superados por el Real Ávila y el CD San José, que son los dos equipos que ascienden a Tercera División.
Actualmente compite en Regional.

## Estadio
Juega sus partidos como local en el Estadio La Albuera, compartiéndolo con la Gimnástica Segoviana.

## Datos del club
- Participaciones en Copa del Rey: 1.[2]
- Temporadas en Primera División: 0.
- Temporadas en Segunda División: 0.
- Temporadas en Segunda División B: 0.
- Temporadas en Tercera División: 2.[2]
- Temporadas en Tercera RFEF: 1.[2]
- Mejor puesto en la liga: 14º (Tercera División, temporada 2012-13).

## Uniforme
- Primera equipación: Camiseta azul, pantalón blanco y medias azules.

- Segunda equipación: Camiseta blanca, pantalón azul y medias blancas.

## Participaciones en Copa del Rey
Fuente:
| Temporada | Ronda                   | Rival            | Local | Visitante | Global |  | Goleadores                                                  |
| --------- | ----------------------- | ---------------- | ----- | --------- | ------ |  | ----------------------------------------------------------- |
| 2021-22   | Previa Interterritorial | CD Aldeano       |       | 3-1       | 3-1    |  | Rubén Pérez ('13), Abouzahr ('52), Chechu ('75), Koby ('88) |
| 2021-22   | Primera ronda (1/64)    | Deportivo Alavés | 0-3   |           | 0-3    |  |                                                             |